# Hell of a Tester
Hell Of A Tester je třetí album finské skupiny The Rasmus, které bylo vydáno v roce 1998.

## Seznam skladeb
1. Every Day
2. Dirty Moose
3. Swimming With The Kids
4. Man In The Street
5. Tonight Tonight
6. City Of The Dead
7. Liquid
8. Pa-Pa
9. Vibe
10. Help Me Sing
11. Tempo